# Oana Manea
Oana Andreea Manea (ur. 18 kwietnia 1985 w Bukareszcie), rumuńska piłkarka ręczna, reprezentantka kraju, grająca na pozycji obrotowej. Obecnie występuje w drużynie C.S. Oltchim Râmnicu Vâlcea.
Brązowa medalistka mistrzostw Europy z 2010 r.

## Sukcesy

### reprezentacyjne
- brązowy medal mistrzostw Europy  (2010)

### klubowe
- mistrzostwo Rumunii  (2002, 2007, 2008, 2009, 2010, 2011, 2012)
- puchar Rumunii  (2011)
- puchar zdobywców pucharów  (2007)
- finalistka Ligi Mistrzyń  (2010)
- liga mistrzyń  (2016)